# 普萊森特波因特 (肯塔基州林肯縣)
米拉克爾（英語：Miracle）是位於美國肯塔基州林肯縣的一個非建制地區。

## 地理
米拉克爾所處的海拔為高於海平面380米（即1247英呎），而該地所採用的時區為UTC-5，即北美東部時區（EST）。同時該地設有夏令時間，為UTC-5調快一小時，即UTC-4（EDT）。